# Izé
Izé is een gemeente in het Franse departement Mayenne (regio Pays de la Loire) en telt 487 inwoners (2004). De plaats maakt deel uit van het arrondissement Mayenne.

## Geografie
De oppervlakte van Izé bedraagt 28,1 km², de bevolkingsdichtheid is 17,3 inwoners per km².

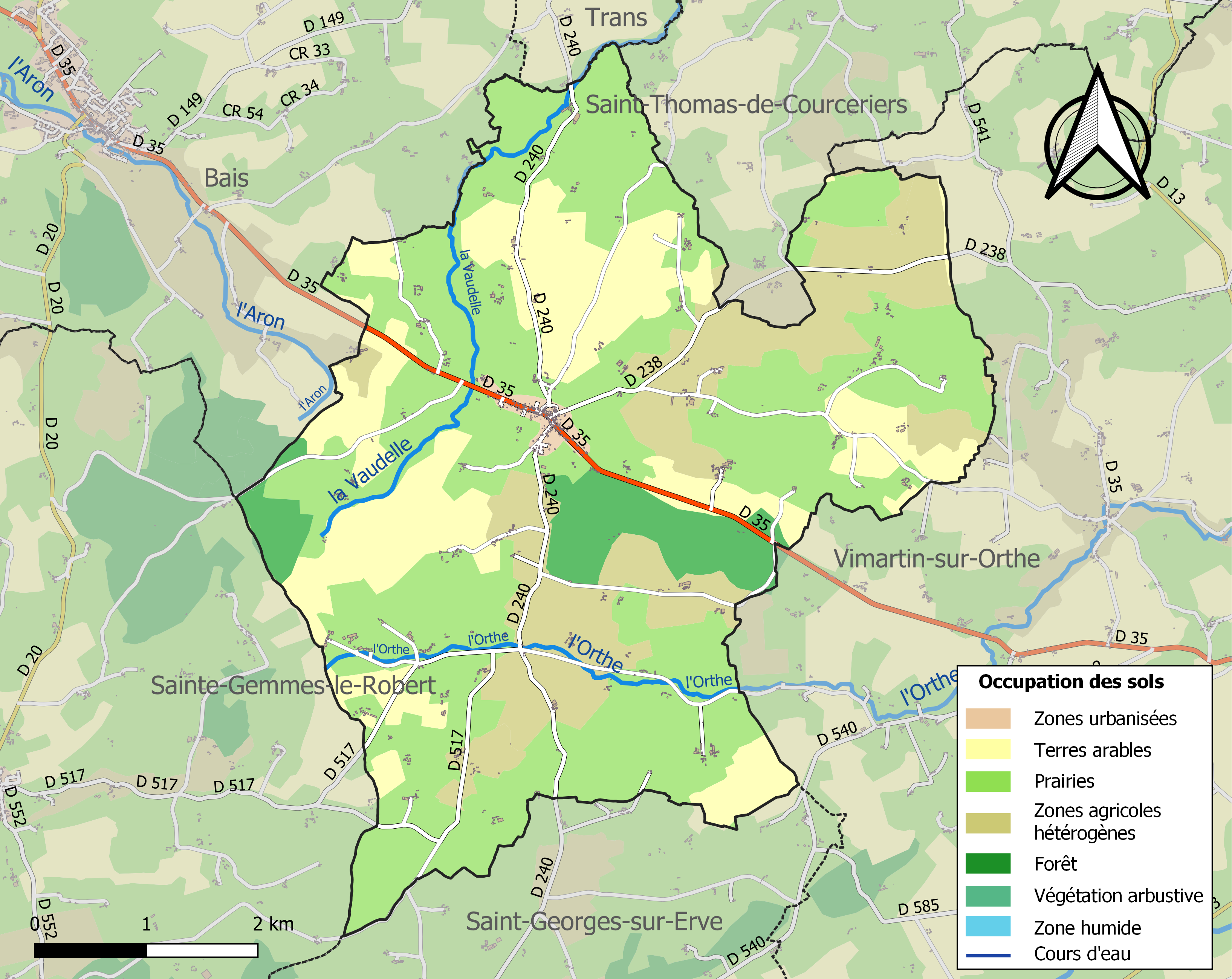
Kaart van de gemeente met de belangrijkste infrastructuur, bodemgebruik en omliggende gemeenten

## Demografie
Onderstaande figuur toont het verloop van het inwonertal (bron: INSEE-tellingen).

## Foto's

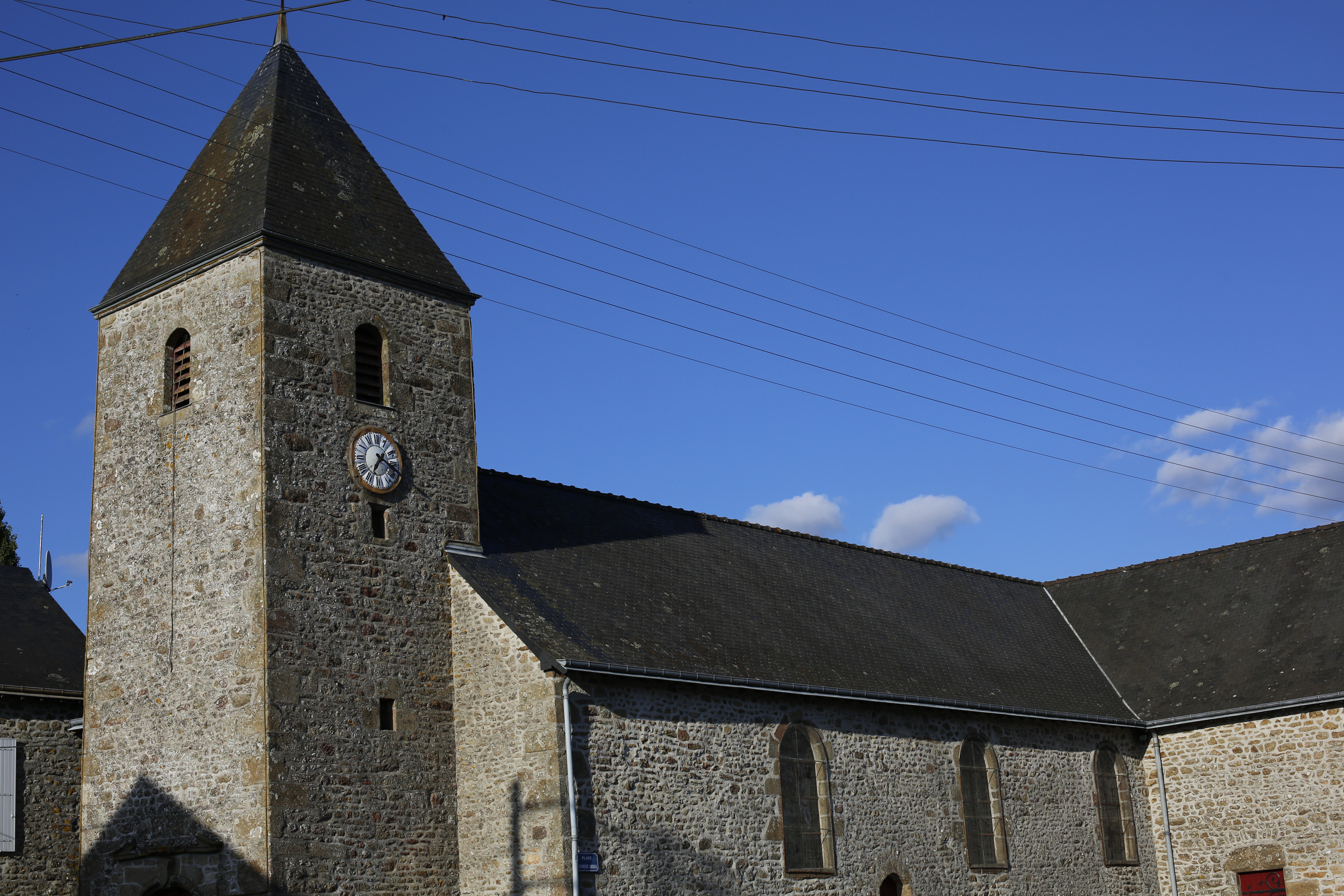
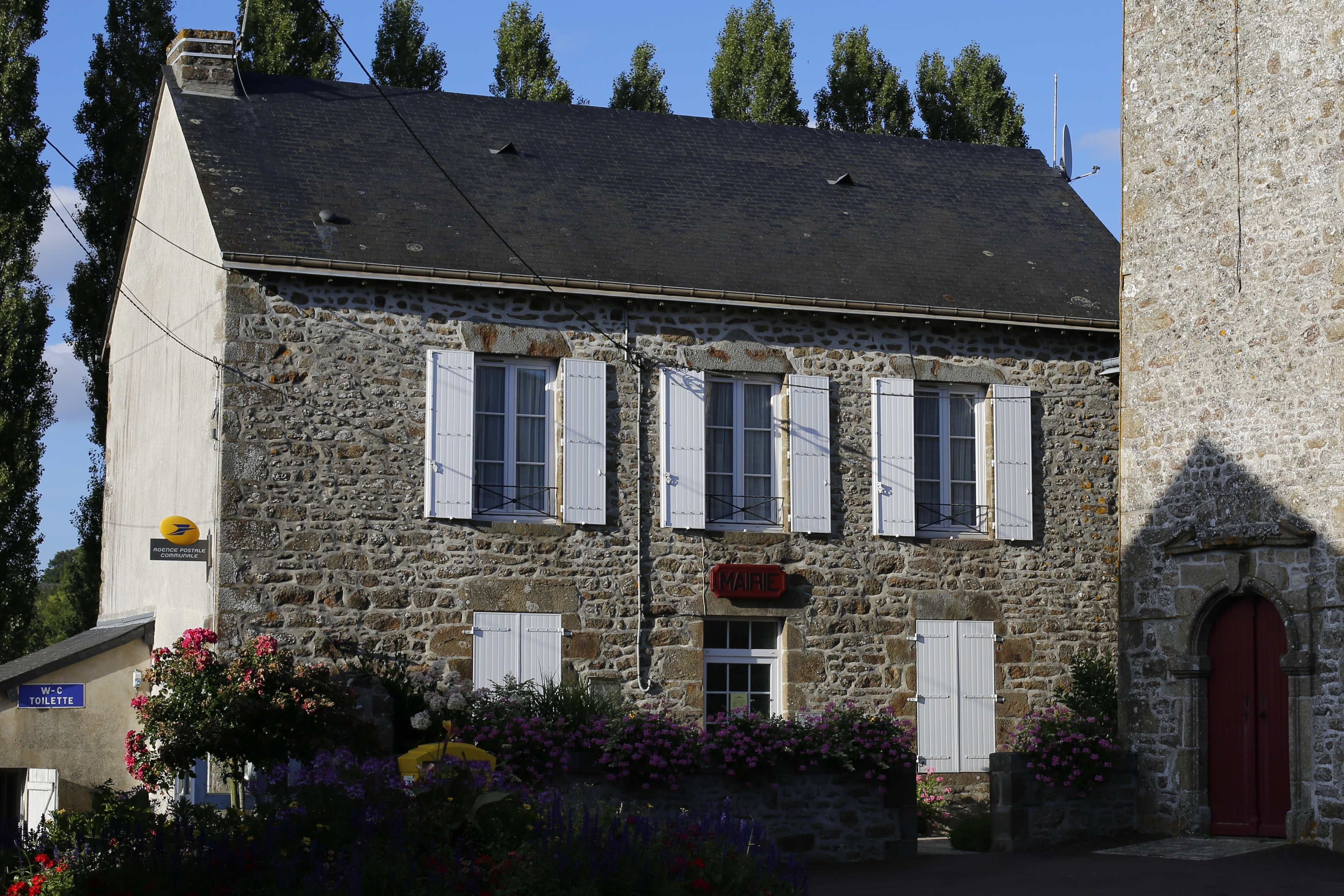

1. ↑  Populations de référence 2022.